# Zenion japonicum
Zenion japonicum is een straalvinnige vissensoort uit de familie van zonnevissen (Zenionidae). De wetenschappelijke naam van de soort is voor het eerst geldig gepubliceerd in 1934 door Kamohara.